# Araneus uniformis
Araneus uniformis este o specie de păianjeni din genul Araneus, familia Araneidae. A fost descrisă pentru prima dată de Keyserling, 1879. Conform Catalogue of Life specia Araneus uniformis nu are subspecii cunoscute.